# Tertulia
 (mars 2024).
Si vous disposez d'ouvrages ou d'articles de référence ou si vous connaissez des sites web de qualité traitant du thème abordé ici, merci de compléter l'article en donnant les références utiles à sa vérifiabilité et en les liant à la section « Notes et références ».

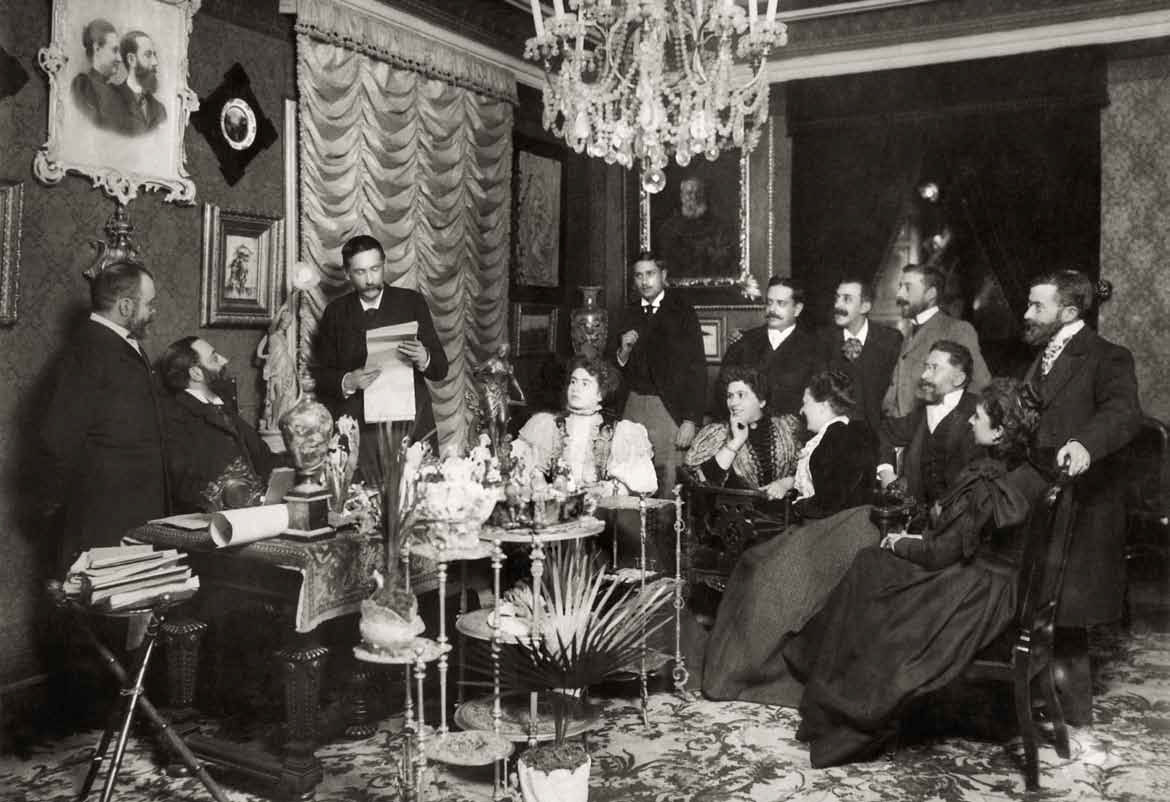
Benito Pérez Galdós et une tertulia littéraire, 1897. Photo de Christian Franzen

En Espagne, la tertulia est un type de réunion informelle et périodique, autour d'un sujet ou d'un domaine artistique ou scientifique précis, qui permet aux participants de débattre, de s'informer et d'échanger leurs idées et leurs points de vue.
Les équivalents français seraient le salon littéraire, le café littéraire ou artistique, le cercle ou le club.
C'est à l'occasion des tertulias qu'il organisait au Pérou, dont il était vice-roi, que Pedro Álvarez de Toledo y Leiva lança l'usage de la tasse mancerina, ou trembleuse.